# Нардели (Фрозиноне)
Нардели је насеље у Италији у округу Фрозиноне, региону Лацио.
Према процени из 2011. у насељу је живело 64 становника. Насеље се налази на надморској висини од 512 м.